# 라이트 노벨

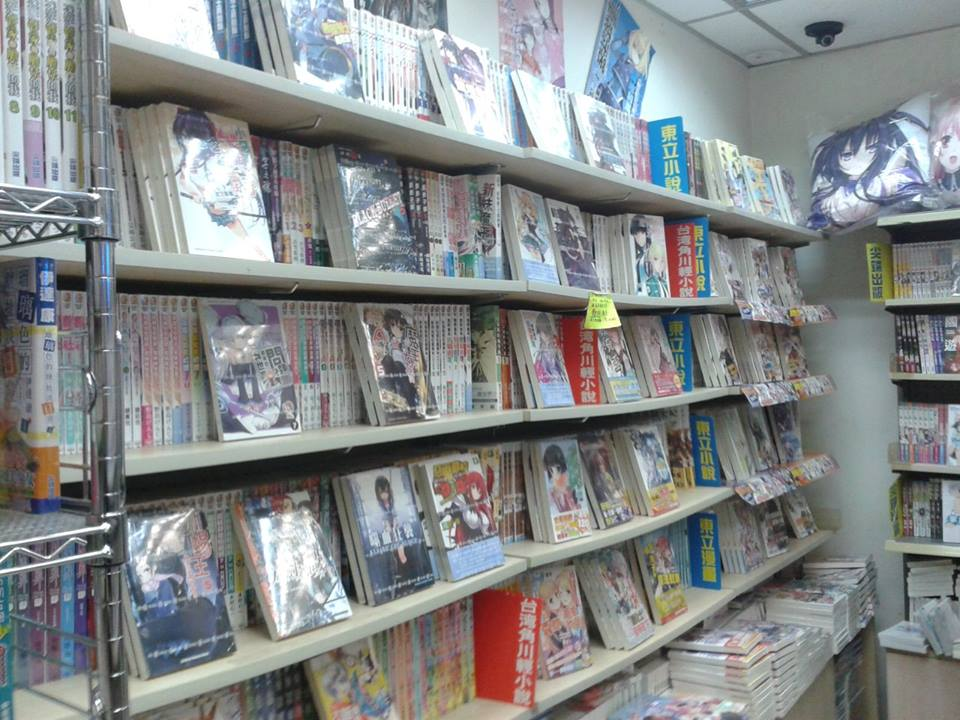
마카오의 라이트 노벨 서점

라이트 노벨(일본어: ライトノベル 라이토노베루[*])은 일본의 서브컬처에서 태어난 소설 종류의 하나이다. 펄프매거진과 같이 몇몇 커버의 그림이 나오는 소설보다는 가벼운 소설이다. 주로 청소년을 타겟팅으로 작법되는 소설이며 여타 다른 미디어믹스인 게임과 만화와같이 주로 애니화가 진행되는 종류의 게임소설이다. 약어로 라노베(ラノベ), 라이노베(ライノベ), 라노벨(한국)등으로 불리며, 드물지만 경문학(軽文学)이나 경소설(軽小説, 중국어는 이 단어를 사용함)로 표기되기도 한다. 출판사의 마케팅의 의한 것으로 활성화되었다. 현재 한국에는 다른 웹소설들을 출판하고 한국 라노벨을 출판하는 시드노벨과 일본의 라이트노벨과 한국 라이트노벨을 동시 출간하는 노블엔진이 있다. 독자적으로 라노벨만을 다루지 않더라도 여러갈래로 나누어진 소설 서비스 어플리케이션 (카카오페이지) (네이버시리즈)에서 여타다른 라노벨작가를 영입하는 경우도 있다.

## 개요
라이트 노벨의 정의에 관해서는 여러 가지의 의견이 있다(아래). 대표적으로, 닛케이 BP사의 《라이트 노벨 완전독본》은 '표지 및 삽화에 애니메이션풍의 일러스트를 많이 사용한 젊은 층을 대상으로 한 소설'이라고 정의했으며, 에노모토 아키는 자신의 저서에서 '중학생~고등학생을 주요 타겟으로 하여 읽기 쉽게 쓰여진 엔터테인먼트 소설'이라고 정의했다.
특징은 그 대부분이 문고본이며, 상대적으로 저렴하다는 것을 들 수 있다. 그러나 1990년대 말 이후에는 독자층의 변화와 기호의 세분화 등으로 보다 적은 발행 부수로도 수익을 올리기 쉬운 신서(노벨즈)나 하드커버 등의 발매도 늘고 있다.
독자의 연령층은 주로 중고생을 대상으로 하고 있지만, 그 독자층은 30대 전후까지 확대되고 있다고 한다. 2000년대에 들어서 시장은 확대 기조를 보이고, 일본의 사단법인 전국출판협회 출판과학연구소의 조사에 따르면 2004년 예상 판매액은 256억 엔, 2006년 예상 판매액은 357억 엔으로 추정되어 크게 성장하고 있음을 확인할 수 있다.
라이트 노벨의 기원은 1975년의 소노라마 문고의 창간이라는 의견과 아라이 모토코 나 히무로 사에코 등의 인기 작가가 등장한 1978년이라는 의견 등이 있다. 또한, 라이트 노벨 작가 나카자토 유지는 그 원류가 소년 구락부에 있다고 주장했다.
장르로는 연애, SF, 판타지, 미스터리, 호러 등 기존 장르 소설의 다양한 것을 포함한다. 비디오 게임과 영화, 만화, 애니메이션 등을 원작으로 한 노벨라이즈 작품도 많이 발생하고 반대로 라이트 노벨을 원작으로 한 애니메이션화나 만화화, 비디오 게임화, 영화화 등의 미디어 믹스도 활발하다.
최근에는 작품과 독자 연령층이 다양해질 것으로 전망된다. 작가 오츠이치, 오노 후유미, 사쿠라바 카즈키, 하시모토 츠무구 등 라이트 노벨과 그 이외의 소설들을 모두 출판하는 작가, 라이트 노벨 작가 출신 나오키 상 수상자 등 권위있는 상을 수상한 작가들의 출현으로, 지금까지의 개념에서 크게 확대되고 있다.

### 이름의 유래
'라이트 노벨'이란 명칭은 1990년대 초 일본의 PC 통신 NIFTY-Serve의 'SF 판타지 포럼'에서, 그 때까지 SF와 판타지로 독립되어 있었던 회의실을 시삽인 카미키타 케이타(神北 恵太) 가 이것을 통합하면서 라이트 노벨이라고 명명했던 것이 시초였다고 알려져 있다.
이전부터, 이 장르에 대해 출판사가 고수하던 명칭은 '쥬브나일', '영 어덜트 픽션'이나 '주니어 소설' 등인데, '쥬브나일'은 초등학생을 위한 교육적인 건전한 소설이라는 이미지가 있고, 서양에서 유래한 단어인 '영 어덜트 픽션'은 '젊은 성인 소설'로 해석될 여지가 있어, 기존의 소설과는 다르게 가볍게 접근한다는 의미의 명칭으로 지어졌다. 현재에는 각종 미디어에서도 라이트 노벨로 불리며 정착되고 있다. 라이트 노벨이라는 용어는 발상 후 즉시 정착된 것은 아니며, 일반적인 명칭으로 널리 사용된 것은 독자들이 인터넷을 통해 서로 교류를 활발히 진행하게 된 2000년 이후라고 한다. 이전에는, 도쿄 BBS의 판타지 노벨 보드가 취급하는 주제에 대한 설명을 '후지미 판타지아 문고, 아사히 소노라마 문고 등' 이라고 하여, 현재 라이트 노벨로 인식되는 범위를 판타지 소설로 묶어두는 등의 사례가 있었다.
라이트 노벨이란 명칭은 일본어식 영어이기 때문에 국제적으로 통용되지 않는다는 오해(현재는 MANGA, ANIME처럼 일본의 독자적인 장르로 알려져 있다)가 있으며, 영어로 직역했을 때 '가벼운 소설'로 의미전달이 될 수도 있기 때문에, 라이트 노벨이란 명칭을 기피하는 출판사와 작가도 있다. 도서관학 분야에서는 국제적인 학술용어로 '영 어덜트'가 채택되어 있다.

### 정의의 애매함
라이트 노벨과 다른 소설의 경계는 애매하고, 처음부터 분명한 정의가 없었기 때문에, 라이트 노벨의 정의에 대해서는 여러 가지 의견이 있다.
- 라이트 노벨을 발행하는 레이블에서 나오면 라이트 노벨
- 라이트 노벨은 출판 마케팅 정책으로 만들어진 '장르'이기 때문에 출판사가 라이트 노벨을 선언한 작품은 라이트 노벨
- 만화·애니메이션풍의 일러스트레이션을 많이 사용하면 라이트 노벨
- 캐릭터를 중심으로 만들어지면 라이트 노벨
- 청소년을 독자층으로 상정하고 쓰이면 라이트 노벨
- 완결된 구성보다는 캐릭터 묘사에 치중하는 만화 같은 소설[12]

등 다양한 정의가 만들어졌지만, 모두 일장일단이 있으며 순환적인 정의가 될 수 있기 때문에 어떤 것도 결론내려지지는 않았다. 따라서 보통 라이트 노벨의 정의에 대해서 말할 때는, 위의 정의를 복합적으로 사용하되 '명확하게 정의할 수는 없다'는 단서가 붙어야 한다. 그 명확한 예로, 거대 익명 커뮤니티 2채널의 '라이트 노벨 게시판'에서 볼 수 있는 정의는 '당신이 라이트 노벨이라고 생각하면 라이트 노벨입니다. 다만, 타인의 동의를 얻을 수 있는 것은 아닙니다.'이다. 《이 라이트 노벨이 대단해!》의 작품 목록에는, 1970년대 이후의 SF를 포함한 넓은 의미의 판타지 전반이 라이트 노벨에 포함되며, 라이트 노벨 레이블에서 집필한 경험이 전무한 작가들 도 라이트 노벨 작가로 취급하고 있다. 그러나, 가공전기(架空戦記) 전문 작가가 쓴 가공전기만은 라이트 노벨에 포함되지 않는다. 또한, 일본의 고전 문학인 《겐지모노가타리》나 《남총리견팔견전》(南総里見八犬伝)에 라이트 노벨과 공통된 특징이 있다는 의견도 있다.
이는 독자들은 개인적으로 특정 작품이나 작가를 선호할 뿐, 라이트 노벨이라는 장르 자체에 대해 관심을 보이는 이는 극히 적고, 작품들 간에 라이트 노벨이라는 장르로 묶을 수 있는 공통점이 존재하지 않기 때문이다.
현재에는 '라이트 노벨 계열 레이블에서 발매되는 애니메이션이나 만화풍의 삽화를 사용한 작품군'이라는 정의로 대체적으로 구별해 낼 수 있다. 그러나 오노 후유미나 오츠이치의 작품처럼 애니메이션·만화풍의 삽화를 사용하지 않고 라이트 노벨 계열 레이블이 아닌 곳에서도 발매되는 경우(아래), 니시오 이신이나 세이료인 류스이의 작품 등, 원래 라이트 노벨로 분류되지 않다가 후에 라이트 노벨로 분류되는 경우도 있다.
오쓰카 에이지는 저서 《캐릭터 소설 쓰는 법(キャラクター小説の作り方)》에서 라이트 노벨을 '캐릭터 소설'이며 '사소설(私小説)'과 대비되며, 만화나 애니메이션에서 볼 수 있는 세계를 그리는 소설이기 때문에 현실(같은) 세계를 그리는 '자연주의 문학'과도 비교하고 있다. 또한, 신조 카즈마는 일반적인 장르소설의 분류에 포함되지 않고 모든 장르소설을 포함할 수 있다는 측면에서 라이트 노벨을 '제로 장르'라 지칭했고, 비평가 아즈마 히로키는 이를 인용해 라이트 노벨은 장르소설이 아니며 필연적으로 장르에서 일탈하기 때문에, 내적인 기준(이야기의 내용)도 외적인 기준(레이블이나 표지)도 라이트 노벨을 정의하기에는 부족하며, '데이터베이스 소비를 키워드로 해 '캐릭터의 데이터베이스를 환경으로 삼은 소설'을 라이트 노벨이라고 말했다.
한편, 10대를 주요 타겟으로 한 다른 문학 장르에는 아동 문학이 있으나, 라이트 노벨과는 다른 세계관을 바탕으로 구축된 작품이 많은 점이나, 교육적인 성격이 강한 점이 특징이다.

### 삽화의 중요성
라이트 노벨에서는 삽화의 이미지와 그에 대한 독자의 평가가 다른 소설보다 중요한 의미를 갖는다. 그것은, 라이트 노벨 독자의 적지 않은 수가, 삽화를 기준으로 구매할 작품을 선택하는 이른바 '일러스트 구매'를 하기 때문이다. '일러스트 구매'가 많이 이루어지는 이유는 라이트 노벨이 주요 대상으로 하고 있는 계층은 소설보다 만화·애니메이션에 익숙한 계층이기 때문이다.
에노모토 아키는 '물론 원래의 작품이 매력적인 다음의 이야기이지만 일러스트의 힘이 매출을 끌어올린 것은 틀림없다'고 했다. 라이트 노벨이 아닌 다른 장르의 사례이지만, 2007년에 슈에이샤가 과거에 출판된 명작들의 신장판을 발행할 때, 다자이 오사무의 작품 《인간 실격》의 표지 일러스트를 만화가 오바타 타케시가 담당하자, 그 해 신장판 인간 실격의 매출이 폭발적으로 증가하여, 이례적으로 9만 부를 기록했다(예년까지 1~2만부). 또한 라이트 노벨 계열 일러스트레이터의 진출은 이에 그치지 않고 최근에는 학술서, 학술계 소설 등에도 진출하고 있다. 2009년 12월 발매된, 경영학계 소설로 분류되는 이와사키 나츠미의 작품 《만약 고교야구의 여자 매니저가 드러커의 《매니지먼트》를 읽었다면》의 표지 일러스트를 유키 우사기(ゆきうさぎ)가 담당하고, 밀리언셀러를 기록하는 히트작이 되었다.
히트 메이커로 알려진 일러스트레이터에는 이토 노이지, 야스다 스즈히토, 오가타 코우지 등이 알려져 있다.
초기의 라이트 노벨은 야스히코 요시카즈, 나가이 고, 아마노 요시타카 등의 삽화가에게서 볼 수 있는 유화·수채화 같은 회화 기법을 지닌 일러스트가 주류였지만, 1990년대 초반 《슬레이어즈》의 등장을 계기로 애니메이션풍의 일러스트로의 전환이 발생했다. 이것은 애니메이션에 익숙한 세대로 독자층이 전환됨과 함께 라이트 노벨의 수요 증가로 인해 짧은 시간 안에 많은 일러스트를 생산할 수 있는 체제가 필요했다는 것에 기인한다. 1990년대 후반에 들어서면서 PC와 영상 소프트웨어의 발달로 CG를 이용한 작품도 증가하게 되었고, 미소녀 게임 등의 인기를 삽화의 본질로 바꾸어 놓는 움직임도 보였다.
한편에서는 일러스트를 사용하지 않는 작품도 있다. 이것은 '서점에서 사기 부끄럽다'는 중고생 위의 독자층이나, '일러스트가 있으면 오히려 이미지가 제한된다'는 일부 독자를 위해서이다.

## 일반소설과의 차이
일반소설의 경우 소설가 재량에 따라 고유적인 창작 소재를 허구의 세계를 통해서 그 내용을 가공적으로 그려내기도 하지만 정치사회의 영향도 받는 경우가 있고, 일부 일반소설 중에는 실제 정치사회와 연관된 내용도 있어서 정치사회에 지대한 영향을 주기도 한다. 소설가 일부도 정치계에 몸담으며 정치활동을 하는 경우가 많고 사회에서도 인정을 받아 사회인사로서 사회확립에 기여하는 역할도 하는 편이다.
또한 내용면에서는 주로 성인들을 위한 무겁고 진지하면서 엄숙한 분위기의 내용이 있기도 하고 문학성이 짙은 경우도 있어서 일반적으로 소설하면 이런 경우를 떠오르는 것이 일반적이다.
이에 비해 라이트 노벨은 만화풍의 일러스트를 삽화로 하여서 만담과 해학 그리고 악동적인 내용이 들어가는 편이라 독자층 또한 중고생의 청소년이나 대학생 등 젊은층들이 선호하는 편으로 일반소설에 비해서 무겁고 정치사회적인 내용이 거의 없거나 드물어보이는 대신 청소년의 분위기에 맞춰서 학원을 배경으로 하거나 액션이나 코미디 등으로 소재를 내는 경우가 많다. 그렇기 때문에 주로 어른을 위해 정치사회적인 소재를 다루는 일반소설에 비해서 청소년들의 학원생활이나 코미디 등의 소재를 다룬 내용이 많아서 청소년들을 위한 만담적이고 해학적이 내용이 있는 것이 차이이다.
대한민국에서는 주로 청소년들을 제외한 사회의 국민들 대부분은 일반소설에 비중을 두는 편으로 이들 소설가들은 정치사회에도 입문하여 정치인이나 사회인사로도 활동하는 경우가 많으나 라이트노벨 작가는 사회적으로 인정을 받는 것이 일반 소설가에 비해서 매우 드물지만 청소년들이 주로 이용하는 소셜 네트워크 등에서는 인정을 받고 있다.
경우에 따라 라이트 노벨에 대한 대한민국 국민들의 인지도는 청소년들이나 젊은층들을 제외하고는 사회적인 인식이 낮은 편으로 만화책과 크기나 표지가 비슷해서 만화책의 일종이거나 일본 만화책으로 인식되는 경우가 많다.

## 최근의 동향

### 라이트 노벨의 역사
다음은 현재 라이트 노벨 판매량 상위 순위 작품을 많이 내고 있는 주요 소년향 레이블이다.
- 전격 문고(아스키 미디어 웍스)
- 후지미 판타지아 문고(후지미 쇼보)
- 후지미 미스테리 문고(후지미 쇼보)
- 카도카와 스니커 문고(카도카와 쇼텐)
- 패미통 문고(엔터 브레인)
- 슈퍼 대시 문고(슈에이샤)
- MF문고J(미디어 팩토리)
- HJ문고(하비재팬)
- GA문고(소프트뱅크 크리에이티브)
- 가가가 문고(쇼가쿠칸)
- 이치진샤 문고(이치진샤)
- 메가미 문고(가쿠슈켄큐샤)
- 나고미 문고(하베스트 출판)
- 토쿠마 듀얼 문고(토쿠마 쇼텐)
- 스매시 문고(PHP 켄큐샤)
- 이 라이트 노벨이 대단하다! 문고(타카라지마샤)
- KA에스마 문고(교토 애니메이션)

라이트 노벨이라는 용어가 성립된 것은 1990년이지만, 카도카와 스니커 문고나 후지미 판타지아 문고가 창간된 것은 1988년이며, 1989년에는 판타지아 대상(당시에는 판타지아 장편 소설 대상)이 시작되었다. 당시의 밀리언셀러로는 《로도스도 전기》, 《포춘 퀘스트》, 《마술사 오펜》, 《바람의 대륙》이 있는데, 이는 당시의 라이트 노벨의 중심이 판타지 소설이었음을 말해 준다. 후지미 판타지아 문고가 있는 후지미 쇼보는 카도카와 쇼텐의 자회사로 설립되었기 때문에 카도카와 쇼텐과 관계가 깊었고, 원래 국문학 위주로 출판 활동을 하던 카도카와 쇼텐이 발매하지 않을 책을 대신 발매하는 형태의 영업을 진행했다. 그 후 카도카와 쇼텐과 합병하고 카도카와 후지미 영업부로 전환되어, '쇼보(書房)'이라는 명칭은 달았지만 실질적으로 카도카와 쇼텐의 한 부서였기 때문에, 초기의 라이트 노벨은 카도카와 쇼텐에 의해 주도되었다.
1992년 사업 갈등으로 당시 카도카와 쇼텐의 사장 카도카와 하루키의 동생인 카도카와 츠구히코를 중심으로 한 일부 직원들이 카도카와 쇼텐을 퇴사하고 미디어 웍스(현 아스키 미디어 웍스)를 설립, 카도카와 스니커 문고에서 미즈노 료, 후카자와 미시오, 나카무라 우사기, 아카호리 사토루 등 인기 작가를 끌어들여 전격 문고를 창간, 슈부노토모샤(주부의 친구사)와 제휴하여 판매를 했지만, 1993년 8월 29일 카도카와 하루키가 코카인 밀수 사건으로 체포되어, 카도카와 츠구히코가 카도카와 쇼텐 측의 요청으로 사장을 겸임, 이후 1999년에 미디어 웍스는 슈부노토모샤와 제휴를 해제하고 카도카와 그룹 홀딩스의 산하로 들어간다. 미디어 웍스는 전격 소설 대상(당초 전격 게임 소설 대상)을 1994년부터 시작했고, 1996년 카와카미 미노루, 1997년 카도노 코우헤이, 하시모토 츠무구 등 수상자가 나왔다. 2000년 최종 후보작으로 밀리언셀러가 된 시구사와 케이이치의 《키노의 여행》도 출현했다.
또한 1998년에 창간된 패미통 문고는 1999년 경영난에 빠진 당시 아스키 사(구)가 '월간 패미통'이나 게임 잡지 등, 자회사 어스펙트(현재 독립)가 담당하던 엔터테인먼트 계열 산업을 자회사 엔터 브레인에 집약했다. 그 후, 그룹의 모기업인 미디어리브스가 유니존 캐피털 산하를 거쳐 2005년 카도카와 그룹 홀딩스 산하가 되었고, 아스키 사(신)도 2008년 미디어 웍스와 합병, 현재 아스키 미디어 웍스가 되었다.
이와 같은 복잡한 경위를 통해 카도카와 그룹 홀딩스는 산하에 카도카와 스니커 문고, 후지미 판타지아 문고, 후지미 미스터리 문고, 전격 문고, 패미통 문고의 5개 레이블을 두어, 시장의 7할 내지 8할이라는 압도적인 점유율을 자랑하며, 지금도 각각의 브랜드를 살리면서 동시에 특색과 방향성을 살리는 경영 방침을 행해나가고 있다. 2007년에는 이 5개 레이블에서 독자 투표를 통해 대상을 결정하는 '라이트 노벨 어워드'를 개최하기도 했다. 또한 2011년에는, 비 카도카와 계열·비 히토츠바시 계열의 최대 레이블이었던 MF문고 J를 발행하는 미디어 팩토리도 카도카와 그룹 홀딩스가 인수했다.
그런 카도카와 그룹 홀딩스의 라이트 노벨 과점 상태에서, 일반 전국 신문의 기사 등을 통해 주목받은 이유에서인지, 2000년대 중반부터 타케 쇼보나 쇼가쿠칸(가가가 문고, 루루루 문고), 초등학생용의 챠오 노벨즈(ちゃおノベルズ), 주니어 시네마 문고(ジュニアシネマ文庫) 등의 재진입(타케 쇼보는 2007년에 다시 철수)외에 하비 저팬, 소프트뱅크 크리에이티브, 이치진샤 등이 자체 레이블을 창간하고 있다. 그 외에, 각종 자비 출판계의 출판사들도 라이트 노벨 레이블을 출간하고 있다.

### 라이트 노벨 작가의 일반소설 진출
예전부터 아카가와 지로, 유메마쿠라 바쿠, 기리노 나쓰오 등 라이트 노벨과 관계가 깊은 작가들이 존재했지만, 최근에는 라이트 노벨과 일반 문학의 경계를 넘는 경향이 강해지고 있다. 그 중에는 《십이국기》, 《〈고전부〉 시리즈》, 《맛있는 커피를 만드는 법》 등, 원래 라이트 노벨 레이블에서 발행된 책을 일반 소설로 발행하는 경우도 있다.
최근에는 라이트 노벨을 읽지 않는 계층도 라이트 노벨에 대한 관심을 많이 가지며, 전국 신문이나 잡지에서 라이트 노벨의 서평이나 특징이 게재되는 경우도 있다.
드라마화된 《실종 HOLIDAY》, 《메이드 형사》, 영화화된 《부기팝은 웃지 않는다》, 드라마화된 후 영화화된 《반쪽 달이 떠오르는 하늘》 등, 최근에는 실사화도 이루어지고 있다.
라이트 노벨 레이블도 일반 독자층을 대상으로 한 전략에 주력하기 시작하고, 각 레이블은 일러스트를 넣지 않은 하드커버 작품(미디어 웍스), 일러스트 없는 라이트 노벨(미디어 웍스, 소프트뱅크 크리에이티브, 슈에이샤) 등을 출시하고 있으며, 카도카와 스니커 문고와 후지미 미스터리 문고는 미야베 미유키의 《브레이브 스토리》 등, 일반 문학에서 활동하고 있는 작가의 라이트 노벨 작품을 발행하고 있다.
단행본 형식의 라이트 노벨 발표는 현재 매우 자주 일어나고 있다. 단행본 발표는 카도카와 계열사, 하야카와 쇼보, 도쿄 소겐샤 등이 주로 행하고 있다. 카도카와 계열의 아스키 미디어 웍스와 카도카와 쇼텐은 사쿠라바 카즈키와 하시모토 츠무구 등 라이트 노벨 작가를 다수 기용하고 있으며, 미디어 웍스는 2009년 겨울 고연령층을 위한 '미디어 웍스 문고'를 창간했으며, 카도카와 쇼텐은 라이트 노벨을 명확하게 의식한 작품이나 라이트 노벨의 신장판 (《바이바이, 어스》, 《〈고전부〉 시리즈》 등)을 발행하고 있으며 단행본 레이블 '크로스 엔터테인먼트'를 신설, 중고생층에 인기가 높은 야마다 유스케 등을 기용하는 등 라이트 노벨을 강렬하게 의식하고 있다는 것을 알 수 있다. 2007년 6월부터는 후지미 쇼보가 페이퍼 북 레이블을 신설했다. 패미통 문고를 소유한 엔터 브레인은 비교적 일반 문학 전략에 적극적이지는 않지만, 아쿠타가와 상 수상 작가 나가시마 유의 단편집 《에로망가 섬의 세 사람(エロマンガ島の三人)》이나 라이트 노벨적인 일러스트를 붙인 해외 아동 문학 등을 단행본으로 발행하고 있다. 또한, 2008년 2월에 패미통 문고에서 발행된 사쿠라바 카즈키의 《아카×핑크(赤×ピンク)》를 카도카와 문고에서 신장판으로 발행했다. 2009년 3월에는 《슬레이어즈》, 《스즈미야 하루히의 우울》, 《강각의 레기오스》 등 카도카와 그룹 홀딩스 계열의 라이트 노벨을 초등학생용으로 편집한 작품이나 이토 노이지, okama, 츠루타 겐지 등 인기 일러스트레이터를 기용한 작품을 포함하여 '카도카와 츠바사 문고(角川つばさ文庫)'를 창간했다.
고단샤에서 라이트 노벨과 일반 문학의 사이에 있는 문예 잡지 《파우스트》가 2003년 창간했다. 레이블은 '고단샤 BOX'와 '미스터리 랜드' 두 단행본 레이블이 있으며 모두 라이트 노벨의 측면을 가진다. 고단샤 BOX에는 니시오 이신과 나스 키노코의 작품을, 미스터리 랜드에는 카도노 코우헤이, 오노 후유미의 작품이 존재한다. 또한 고단샤 노벨스도 하야시다 큐와 소에지마 시게노리 등 인기 만화가·일러스트레이터를 기용한 작품이 존재하고 있으며, 에치젠 마타로의 《마계 탐정 명왕성O》에서는 마이조 오타로, 오츠이치, 이루마 히토마, 신조 카즈마가 참가하여 전격 문고와 공동 기획을 했다. 초등학생을 위한 라이트 노벨 레이블인 '파랑새 문고', 초등학생 여아에 특화된 라이트 노벨 레이블 '나카요시 문고'도 존재하고 있다.
하야카와 쇼보는 SF 계열의, 도쿄 소겐샤는 미스터리 계열의 라이트 노벨 작가의 작품을 출판하고 있다. 하야카와 쇼보는 2003년 시작한 레이블 '차세대형 작가의 리얼 픽션'(하야카와 문고 JA)에서 우부카타 토우, 오가와 잇스이, 사쿠라자카 히로시, 신조 카즈마 등 SF 계열의 라이트 노벨 작가의 작품을 출판했으며, 노지리 호스케의 단행본 《졸음의 세피로트(微睡みのセフィロト)》나 《오쿠보 정 시리즈(大久保町シリーズ)》를 라이트 노벨로 출간하는 등 구작의 복간을 하고 있다. 도쿄 소겐샤는 라이트 노벨 작가로 데뷔했던 사쿠라바 카즈키, 요네자와 호노부의 작품을 발행하고, 다니하라 쇼코의 라이트 노벨 작품을 복간, 신작 발행하고 있다. 이 두 출판사는 라이트 노벨 작품을 단행본으로 발행하는 경우가 아니라 처음부터 단행본으로 발행하는 경우도 많다. 최근에는 단행본의 표지 일러스트에 마에시마 시게키, 미기, 타케오카 미호 등 라이트 노벨 계열의 일러스트레이터를 채용하는 경우도 많다.
한편 신초샤와 같은 라이트 노벨 전문이 아닌 대형 출판사에서도 일반 문학에 진출한 라이트 노벨 작가들의 작품을 적극적으로 출판하기도 한다. 신쵸샤는 '영 어덜트' 작품을 인기 만화가의 일러스트 표지와 함께 발매하거나, 미디어 웍스와 공동 마케팅을 하는 등 라이트 노벨 독자들의 관심을 끌고 있다. 카도카와 쇼텐은 적극적으로 라이트 노벨 작가의 일반 문학 작품을 출간하고 있으며, 일반 문예지인 야생시대도 사쿠라바 카즈키나 아리카와 히로 등 라이트 노벨 작가의 작품을 많이 싣고 있다.
아동 문학이나 순수 문학으로 진출하는 라이트 노벨 작가나, 일반 문학에서 라이트 노벨로 진출하는 작가는 일반 문학으로 진출하는 라이트 노벨 작가에 비해 매우 적다. 아동 문학에 진출한 라이트 노벨 작가는 후카자와 미시오, 아치 타로우, 순수 문학으로 진출한 라이트 노벨 작가는 마이조 오타로, 사토 유야, 일반 문학에서 라이트 노벨로 진출한 작가는 구로 시로, 세이료인 류스이, 엔조 도 등이 있다. 또한 SF와 순수 문학 등에서 활동하고 있는 작가 츠츠이 야스타카가 《비앙카 오버스터디》를 발표해 세계 최고령의 라이트 노벨 작가가 되어 화제를 모았다.
무라야마 유카, 사쿠라바 카즈키의 나오키 상, 오츠이치의 본격 미스터리 대상, 우부카타 토우의 서점 대상, 사토 유야의 미시마 유키오 상과 같이 라이트 노벨 작가들이 메이저 문학상을 수상하는 등, 라이트 노벨의 대중문학적 입지는 계속해서 늘어나고 있다.

### 라이트 노벨의 판매전략
현재 라이트 노벨은 애니메이션·게임 산업과 미디어 믹스를 통해 사실상 불가분이라고 할 정도의 긴밀한 관계를 구축하고 있다. 삽화나 만화화 등을 많은 만화가가 담당하고 있기 때문에 만화업계와의 관계는 더욱 깊다. 장기간의 인기 시리즈가 된 라이트 노벨은 대부분 만화화, 애니메이션화 등 미디어 믹스를 하게 된다. 이러한 경향은 특히 카도카와 계열 라이트 노벨 레이블에서 주목할 만하다. 게임화된 작품도 적지 않은데, 90년대에 크게 히트했던 후지미 쇼보의 《슬레이어즈》 등이 있다. 인기 애니메이션이나 게임을 노벨라이즈하여 라이트 노벨 레이블에서 출판하는 경우도 많다.
출판사들은 미디어 믹스를 중시하는 전략의 일환으로 대형 체인 애니메이션 숍이나 만화 전문 매장을 중시하고 있으며, 이들에게 중점적인 배본과 이벤트를 실시하고 있다. 라이트 노벨의 주요 구매층이 만화·애니메이션 세대이며, 매장의 주요 고객과 거의 일치하기 때문에 커다란 효과를 올리고 있다.
아스키 미디어 웍스는 매상이 많은 서점 및 체인에게 중점적으로 배본하는 판매점으로 지정하여(전격조(電撃組)라고도 함), 어떤 작가의 전작의 매상을 다음 작의 초회판 배본 수량으로 하는 시스템을 구축하고 있다. 다른 카도카와 그룹의 출판사들도 특약 서점 제도를 도입하고 우선적인 배본을 하고 있다. 그 이외의 출판사들도 실적 배분을 도입하고 있다.

## 일본 이외의 동향

### 대한민국
대한민국에서는 대형 만화 출판사인 대원씨아이, 학산문화사, 서울문화사와 장르 문학 출판사인 디앤씨미디어, 영상노트가 라이트 노벨 시장을 주도하고 있으며, 마이너 출판사들도 속속 시장에 뛰어들고 있다. 일본 현지에서 어느 정도 인기를 끌었던 작품들은 거의 전부가 수입되고 있으며, 대형 서점에서는 그 전부를 쉽게 입수할 수 있다. 간행 속도도 꽤 빨라, 일본 국외에서 가장 많은 일본산 라이트 노벨을 수입하고 있는 국가라고 할 수 있다.
1997년 대원씨아이가 대한민국 최초로 판타지 노벨이라는 명칭으로 창간하여 2002년 라이트 노벨 레이블인 NT 노벨으로 개명 후, 일본의 주요 라이트 노벨 작품들을 수입하기 시작했고, 이후 학산문화사와 서울문화사가 각각 익스트림 노벨과 J노블을 창간하였다. 또한 위의 3출판사들은 이슈 노벨즈, 메이퀸 노벨, 윙크 노벨의 여성향 레이블을 창간했다(이 레이블의 이름은 각 출판사가 기존에 발행하던 여성향 만화 잡지의 이름에서 따왔다). 또한 학산문화사는 고단샤에서 발매된 라이트 노벨을 수입하는 파우스트 노벨즈를 창간하여, 초기의 대한민국 라이트 노벨 시장은 이 3출판사에 의해 주도되었다.
2007년에는 기존 대한민국의 장르 문학 출판사인 디앤씨미디어가 시드 노벨을 창간, '한국 라이트노벨'을 표방해 대한민국 작가의 라이트 노벨을 전문으로 출판하게 되었다. 그 즈음 대원씨아이는 대원 소설상, 학산문화사는 파우스트 소설상을 모집하기 시작했다. 2009년까지 시드노벨은 상시공모전 형식, 2010년에는 기간 제한적 상시공모전 형식으로 라이트 노벨 신인작을 모집했지만, 2011년부터는 기간제 공모전으로 전환했다.
2011년에는 영상출판미디어㈜가 노블엔진을 창간, 대한민국과 일본의 라이트 노벨을 같은 레이블로 출간하기 시작했다. 기간제 공모전을 비롯해 여러 공모·투고 기회를 제공하고 일본의 <라이트 노벨 작법 연구소>와 제휴해 해당 사이트의 내용을 번역하는 등 신인 발굴에 힘쓰고 있다.
2013년에는 소미미디어에서 S 노벨을 창간, 일본의 라이트노벨을 출판하고 있다. 과거 사라진 소미문고와는 전혀 관계가 없다.
또 2011년에는 (주)루트미디어에서 루트 노벨을 창간(사실 그전에 창간했었던 걸로 보여짐)하여 현재 제1회 루트 노벨 공모전을 열고 있다. 특이한 것은 남성부분과 여성부분을 나누어 투고를 받고 있으며, 한국형 라이트 노벨이라는 것을 칭하여 청춘물/이슈 시사물을 원하는 듯 하다. 또한 순수 한국어 오리지널 작품만을 출간할 예정이다. 하지만 한 권 출간 후 사실상 동결된 상태이다.
대원씨아이
NT 노벨(NT는 'Newtype'의 의미. 대원씨아이는 한국어판 Newtype을 발행하고 있다.)
이슈 노벨즈
학산문화사
익스트림 노벨 - 한국어 오리지널 작품도 발행.
메이퀸 노벨
파우스트 노벨즈 - 고단샤 노벨즈 (이름은 잡지 파우스트에서.)
Book Holic - 오츠이치, 요네자와 호노부, 아마노 세츠코, 마이조 오타로, 아리스가와 아리스, 하시모토 츠무구의 작품 등. 라이트 노벨이 아닌 작품도 포함.
서울문화사
J노블 - 한국어 오리지널 작품도 발행.
윙크 노벨
디앤씨미디어
시드 노벨 - 한국어 오리지널 작품만 발행.
L 노벨 - 일본어 작품만 발행.
영상출판미디어㈜
노블엔진 - 일본어 작품·한국어 오리지널 작품 동시 발행.
소미미디어
S 노벨 - 현재는 일본어 작품만 발행.
(주)루트미디어
루트 노벨 - 한국어 오리지널 작품만 발행.

### 중화민국·홍콩
중화민국과 홍콩에서는 카도카와 쇼텐의 현지 법인인 카도카와 미디어 타이완이 스니커 문고나 전격 문고의 일부 작품을 정체자 중국어로 번역하여 출간하고 있다. 2007년에는 칭원 출판 집단(青文出版集団)이 슈에이샤와 독점 계약을 체결하고 '菁英文庫(Elite Novel)'을 창간, 슈퍼 대시 문고와 코발트 문고의 작품을 발행 한 것을 시작으로, 일본에서는 후발 진입한 GA 문고와 HJ 문고도 각각 현지 출판사와 독점은 아니지만 우선 계약을 체결하고 있다.
2008년, 카도카와 미디어 타이완이 주최하는 중화민국의 라이트 노벨 신인상 타이완 카도카와 라이트 노벨 대상이 시작되었다. 또한 이전에는 잡지 '파우스트 (타이완판)'에서 모집된 푸원즈 신인상(浮文誌新人賞)이 있었다. 이 상은 원래 장르를 한정하지 않고 단편 소설을 모집했지만, 2009년부터 명칭을 푸원쯔 신인상(浮文字新人賞)으로 변경하고 장편의 라이트 노벨을 모집하는 상으로 개편되었다.
※굵은 글씨는 독점·우선 계약
칭원 출판 집단(青文出版集団)
菁英文庫(Elite Novels) - 슈퍼 대시 문고·코발트 문고
青文文庫(CW Novels) - 패미통 문고·점프 j-Books·EX 노벨즈·나고미 문고
莉莉絲文庫
치엔단 출판(尖端出版)
浮文字 - 전격 문고・후지미 미스터리 문고・패미통 문고・가가가 문고・루루루 문고・MF문고 J・GA 문고・고단샤 노벨스・고단샤 BOX・하야카와 문고 JA・토쿠마 듀얼 문고・카도카와 스니커 문고
카도카와 미디어 타이완
Fantastic Novels - 카도카와 스니커 문고・카도카와 빈스 문고・후지미 판타지아 문고・후지미 미스터리 문고・전격 문고・패미통 문고
Midori Novels - 카도카와 스니커 문고・카도카와 빈스 문고・패미통 문고
Ruby Series - 카도카와 루비 문고
BLOOM Series Novels
둥리 출판사(東立出版社)
東立軽小説(LIGHT NOVELS) - 전격 문고・패미통 문고・가가가 문고・루루루 문고・MF문고 J・HJ 문고・토쿠마 듀얼 문고・후지미 미스터리 문고
炫小説(SHINE NOVELS) - 슈에이샤의 점프 j-books와 독점 계약
酷小説(COOL NOVELS) - 점프 계열 이외의 노벨라이즈 소설
밍시엔 문화사업(銘顕文化事業)
銘顕文化日系小説 - MF문고 J
타이완의 오리지널 라이트 노벨 작품도 발행하고 있다.

### 북아메리카
미국에서는 2004년 TOKYOPOP이 '슬레이어즈'를 간행한 이래, VIZ Media가 《작안의 샤나》를 간행하는 등, 소개된 작품은 소수로, 만화 작품에 비해 번역 출판은 진행되지 않았지만, Seven Seas Entertainment가 미디어 웍스와 미디어 팩토리에게 라이센스를 받아 2007년부터 〈lightnovel〉 레이블을 신설해 《사신의 발라드.》, 《뱀프!》, 《카노콘》, 《제로의 사역마》 등을 간행했다. 중화민국에 이어 2008년 여름에는 고단샤 '파우스트 (미국판)'이 발매, 나스 키노코, 니시오 이신 등의 작품이 게재되었다.
TOKYOPOP
TOKYOPOP Novels - 카도카와 스니커 문고・후지미 판타지아 문고・후지미 미스터리 문고・전격 문고・하야카와 문고 JA
Seven Seas Entertainment
lightnovel - 전격 문고・MF문고 J

### 유럽
유럽에서는 주로 TOKYOPOP이 독일에서 주로 카도카와 그룹 계열이나 코발트 문고의 작품을 번역 출판하고 있다.
TOKYOPOP
TOKYOPOP Romane - 카도카와 스니커 문고・카도카와 루비 문고・전격 문고・패미통 문고・코발트 문고

### 러시아
러시아에서는 일본에서 쓰이는 약어 라노베가 그대로 정착되어 있다. 표기는 'ранобэ'인데, 원래의 명칭이 영어의 'light novel'에서 온 것을 감안하면 'ланове'로 쓰는 것이 더 정확하다고 생각되지만, 이미 'кавасаки'(카와사키(カワサキ), 카와사키 중공업.）과 마찬가지로 일본어의 로마자 표기에 따른 'ranobe'의 전사인 'ранобэ'가 주류로 되어 가고 있는 것으로 추측된다.

## 가이드 북
- 이 라이트 노벨이 대단해!
- 라이트 노벨 완전독본

## 같이 보기
- 라이트 노벨 계열 레이블 목록
- 라이트 노벨 작가 목록
- 라이트 노벨 삽화가 목록
- 일본 SF

### 내용주
1. ↑  新井素子. 일본의 여성 SF 작가로, 일본 SF 작가 클럽의 회장.
2. ↑  氷室冴子. 코발트 문고를 대표하는 소녀소설 작가.
3. ↑  少年倶楽部. 1914년부터 1962년까지 발행된 고단샤의 월간 소년 잡지.
4. ↑  桜庭一樹. 일본의 미스터리 작가. 138회 나오키 상을 수상.
5. ↑  橋本紡, 반쪽 달이 떠오르는 하늘의 작가.
6. ↑  쿠리모토 카오루, 타카치호 하루카, 토미노 요시유키, 후쿠이 하루토시 등
7. ↑  일본어판 ISBN 978-4-06-149646-0, 한국어판(김성민 역) ISBN 89-89420-34-2
8. ↑  예로 〈라이트 노벨 진화론(ライトノベル進化論)〉《요미우리 신문》, 2006년 11월 7일・14일・21일이나 《퀵 저팬(クイック・ジャパン) Vol.54》, 오오타 출판(太田出版), 2004년 등.

### 참조주
1. 1 2  《라이트 노벨 완전독본{{ 보관됨 2006-06-14 - 웨이백 머신(ライトノベル完全読本)》, 닛케이 BP, 2007년 9월 25일 확인.
2. 1 2 3 4 5 6 7  《라이트 노벨 문학론(ライトノベル文学論)》, 에노모토 아키, 2008년 10월, NTT 출판, ISBN 978-4-7571-4199-5.
3. 1 2  《이 미스터리가 대단해!》 편집부 《이 라이트 노벨이 대단해! 2005》. 타카라지마샤, ISBN 4-7966-4388-5.
4. 1 2  〈오타쿠 출판의 연구(オタク出版の研究)〉《출판월보(出版月報)》, 전국출판협회, 2007년 9월호.
5. 1 2  〈속속 창간, 라이트 노벨(続々創刊、ライトノベル)〉, 출판과학연구소, 2007년 10월 10일, 2007년 10월 13일 확인.
6. ↑  닛케이 캐릭터즈 편집부 《라이트 노벨 완전독본(ライトノベル完全読本) vol.2》, 닛케이 BP 〈닛케이 BP 무크〉, 2004년, ISBN 4-8222-1708-6.
7. ↑  〈라이트 노벨 캐릭터는 다중작품세계를 꿈꾸는가?(ラノベキャラは多重作品世界の夢を見るか？)〉《라이트 노벨 연구서설(ライトノベル研究序説)》 27-30쪽, 川崎拓人・飯倉義之.
8. 1 2 3 4 5 6 7 8 9 10  《라이트 노벨 〈초〉입문(ライトノベル「超」入門)》, 신조 카즈마(新城カズマ), 소프트뱅크(소프트뱅크 신서), 2006년, ISBN 4-7973-3338-3.
9. ↑  너와 나의 최후의 성전
group="주">무적초인 점보트 3에 등장하는 카미키다 케이코(神北 恵子)를 남성형으로 바꾼 이름
10. ↑  라이트 노벨 진화론 (하)(ライトノベル進化論 (下)) [깨진 링크], 요미우리 신문사, 2006년 11월 21일, 2007년 9월 29일 확인.
11. ↑  '〈<독자>로서의 <영 어덜트>(「読者」としての「ヤングアダルト」)〉《라이트 노벨 연구서설》 187쪽, 오하시 다카유키(大橋 崇行 오오하시 타카유키[*]).
12. ↑  https://news.naver.com/main/read.nhn?mode=LSD&mid=sec&sid1=103&oid=032&aid=0002670463
13. ↑  《게임적 리얼리즘의 탄생(ゲーム的リアリズムの誕生)》, 아즈마 히로키, 고단샤, 2007년, ISBN 978-4-06-149883-9.
14. ↑  ‘모에’ 시대의 캐릭터 표현법─설정, 시츄에이션, 스토리 단계의 테크닉, 크로이츠, 2009년 11월 24일.
15. ↑  《휴대폰 소설의 리얼(ケータイ小説のリアル)》, 스기우라 유미코(杉浦 由美子), 中央公論新社, 2008년, ISBN 978-4-12-150279-7. 92-93쪽.
16. ↑  가가가 문고와 루루루 문고 보관됨 2007-10-16 - 웨이백 머신, 전국서점신문, 2007년 3월 21일.
17. ↑  〈라이트 노벨 연구(ライトノベル研究)〉 《출판월보(出版月報)》, 전국출판협회, 2005년 5월호.
18. ↑  “Walkers Net・輕小說”. 2007년 11월 19일에 원본 문서에서 보존된 문서. 2007년 11월 19일에 확인함.
19. ↑  “CHiNGWiN Novel”. 2008년 2월 14일에 원본 문서에서 보존된 문서. 2010년 9월 29일에 확인함.
20. ↑  gomanga.com 보관됨 2011-05-15 - 웨이백 머신〈SEVEN SEAS ENTERTAINMENT LAUNCHES NEW "LIGHT NOVEL" IMPRINT〉
21. ↑  TOKYOPOP - 〈Romane〉를 참조.
22. ↑  Словарь Аниме-Терминологии 보관됨 2014-07-06 - 웨이백 머신(애니메이션 용어사전)의 'ранобэ'를 참조.

## 참고 문헌
- 『ライトノベル研究序説』 青弓社、2009年。ISBN 978-4-7872-9188-2。(《라이트 노벨 연구서설》 세이큐샤, 2009년.)
- 榎本秋 『ライトノベル文学論』 NTT出版、2008年。ISBN 978-4-7571-4199-5。(에노모토 아키 《라이트 노벨 문학론》, NTT 출판, 2008년.)
- 大森望・三村美衣 『ライトノベル☆めった斬り!』 太田出版、2004年。ISBN 978-4-87233-904-8。(오모리 노조미·미무라 미이 《라이트 노벨☆완전 해부!》 오오타 출판, 2004년.)
- 新城カズマ 『ライトノベル「超」入門』 ソフトバンククリエイティブ、2006年。ISBN 978-4-7973-3338-1。(신조 카즈마 《라이트 노벨〈초〉입문》 소프트뱅크 크리에이티브, 2006년.)